# 圣克洛德区
圣克洛德区（法語：arrondissement de Saint-Claude）是法国汝拉省所辖的一个区。总面积957.8平方公里，总人口48958，人口密度51人/平方公里（2018年）。主要城镇为圣克洛德。

## 辖区
圣克洛德区辖有55个市镇。